# Морроу, Сузанн (фигуристка)
Суза́нн Мо́рроу, также Суза́нн Мо́рроу Фра́нсис (англ. Suzanne Morrow Francis; 14 декабря 1930 — 11 июня 2006), — канадская фигуристка, выступавшая в одиночном катании, парном катании и танцах на льду. 
В парном катании выступала совместно с Уоллесом Дистельмайером, с которым была бронзовым призёром Олимпийских игр (1948), бронзовым призёром чемпионата мира (1948), чемпионкой Северной Америки (1947) и чемпионкой Канады (1947, 1948). Считаются первыми исполнителями обязательного в современном парном катании элемента — тодеса.
В 1948 году Морроу и Дистельмайер стали чемпионами Канады в танцах на льду.
Кроме того, Морроу представляла Канаду в одиночном катании. В 1949—1951 годах она была чемпионкой страны. Дважды участвовала в Олимпийских играх: в 1948 году она заняла четырнадцатое место, а в 1952 году финишировала шестой.
Морроу и Дистельмайер тренировались под руководством Алберта Эндерса и Сейди Эндерс (в девичестве Кеймбридж). В 2017 году Эндерсы посмертно были введены в Зал славы фигурного катания Канады.
Морроу — первая канадская фигуристка, ставшая победительницей чемпионата Канады в трёх разных дисциплинах — одиночном катании, парном катании и танцах на льду. 
После окончания спортивной карьеры стала судьёй в фигурном катании. На Олимпиаде 1988 года давала олимпийскую клятву судей. С 1952 по 1995 годы также работала ветеринаром.
С 1992 года Морроу и Дистельмайер — члены Зал славы фигурного катания Канады.

## Результаты
Одиночное катание
| Соревнование               | 1946 | 1947 | 1948 | 1949 | 1950 | 1951 | 1952 | 1953 |
| -------------------------- | ---- | ---- | ---- | ---- | ---- | ---- | ---- | ---- |
| Олимпийские игры           |      |      | 14   |      |      |      | 6    |      |
| Чемпионат мира             |      |      | 13   |      | 4    | 4    | 4    | 5    |
| Чемпионат Северной Америки |      |      |      |      |      | 2    |      |      |
| Чемпионат Канады           |      | 3    |      | 1    | 1    | 1    |      |      |
| Чемпионат Канады — юн.     | 1    |      |      |      |      |      |      |      |

Парное катание
1945—1946 — с Норрисом Боуденом
1947—1948 — с Уоллесом Дистельмайером
| Соревнования               | 1945 | 1946 | 1947 | 1948 |
| -------------------------- | ---- | ---- | ---- | ---- |
| Олимпийские игры           |      |      |      | 3    |
| Чемпионат мира             |      |      |      | 3    |
| Чемпионат Северной Америки |      |      | 1    |      |
| Чемпионат Канады           |      | 1    | 1    | 1    |
| Чемпионат Канады — юн.     | 1    |      |      |      |

Танцы на льду
1945 — с Норрисом Боуденом
1948 — с Уоллесом Дистельмайером
| Соревнование        | 1945 | 1948 |
| ------------------- | ---- | ---- |
| Чемпионат Канады    |      | 1    |
| Чемпионат по вальсу | 2    |      |